# 라 인트루사
《라 인트루사》(스페인어: La intrusa)은 2001년 방영된 멕시코의 텔레노벨라이다.